# O noapte la operă
O noapte la operă este un film de comedie din 1935 regizat de Sam Wood, cu Groucho Marx, Chico Marx și Harpo Marx în rolurile principale.
În acest film fantezia delirantă a fraților Marx atinge ca și în alte filme ale lor intensități greu de descris în cuvinte, gagurile vizuale succedându-se într-un ritm amețitor.
Acesta a fost primul film al fratilor Marx pe care l-au realizat pentru Metro-Goldwyn-Mayer după plecarea lor de la Paramount Pictures, și primul film după ce Zeppo a renunțat la actorie. Filmul a fost adaptat de George S. Kaufman, Morrie Ryskind și Al Boasberg (necreditat) după o povestire de James Kevin McGuinness.
În 1993, filmul a fost selectat pentru a fi păstrat în Registrul Național de Film al Statelor Unite din cadrul Bibliotecii Congresului deoarece a fost etichetat ca fiind "semnificativ cultural, istoric sau estetic". De asemenea, a fost inclus în actualizarea din 2007 a AFI 100 ani ... 100 de filme în poziția 85; și, anterior, în 2000 în AFI's 100 Years...100 Laughs pe locul 12.

## Povestea
În O noapte la operă frații Marx ajută doi tineri îndrăgostiți să rămână împreună atât ca un cuplu cât și în lumea operei. Domnul Otis B. Driftwood (Groucho Marx) este angajat de către văduva doamnă Claypool (Margaret Dumont), în speranța că va fi introdusă în înalta societate, dar în schimb este insultată de acesta. La ultimul spectacol de operă al sezonului din Italia, Pagliacci, Otis se întâlnește cu Fiorello (Chico Marx), care este cel mai bun prieten și manager al lui Riccardo (Allan Jones), un cântăreț de operă necunoscut dar talentat care este îndrăgostit de colega sa, cântăreața de operă Rosa (Kitty Carlisle). Cu toate acestea, visele lui Riccardo sunt zădărnicite de către vedeta operei, Lassparri (Walter Woolf King), un om egoist care vânează doar faima și o vrea pe Rosa pentru el. Driftwood semnează cu Fiorello un contract de angajare a lui Riccardo, crezând că este vorba de Lassparri (deoarece Fiorello i-a spus că el este managerul celui mai bun cântăreț de operă din lume, făcându-l pe Otis să creadă că Ricarrdo este Lassparii); Lassparri, între timp, semnează un contract pentru opera din New York cu managerul companiei operei americane, Herman Gottlieb (Sig Ruman).
Deși lui Riccardo și lui Fiorello nu li se permite să însoțească trupa în călătoria spre New York, ei reușesc să ajungă la bordul navei, ascunzându-se în enormul bagaj al lui Otis, împreună cu Tomasso (Harpo Marx), un alt prieten al lui Fiorello, fost costumier care a fost concediat de către Lassparri (după ce l-a prins pe Tommaso îmbrăcat cu mai multe dintre costumele sale). Pe vapor are loc o altă scenă memorabilă în care o mulțime de oameni se înghesuie în strâmta cabină a lui Otis. În New York, pentru a proteja identitatea lor, cei trei pasageri clandestini pretind să sunt trei aviatori celebri (cărora le-a tăiat bărbile). Ei sunt forțați să țină un discurs la primărie, cu toate acestea, deoarece Harpo este mut, el nu reușește să facă acest lucru și se apucă să bea un pahar de apă după altul. Oamenii încep să suspecteze că ceva nu e în regulă. Identitatea lui Tommaso este dezvăluită imediat atunci când barba sa falsă cade. Cei trei se ascund în apartamentul lui Otis după ce scapă de poliție. Otis află dintr-un ziar că pasagerii clandestini sunt urmăriți de poliție pentru că au intrat ilegal în țară. Gottlieb îl dă afară pe Otis de la opera din New York. Când află că Rosa a fost concediată pentru că-l ascundea pe Riccardo, băieții intră în acțiune, sabotând premiera sezonului Il Trovatore, provocând în toată opera un haos total. Fiind urmărit de poliție și de Gottlieb, Tommaso stinge luminile. În timp ce luminile sunt stinse, Lassparri și Otis ajung într-o cutie. Tommaso trage cutia în sus, înainte de a porni luminile. Observând că Lassparri a dispărut, Gottlieb îi cere cu disperare lui Otis ca Riccarrdo și Rosa să cânte în locul acestuia și promițând că va rezolva problema cu cei care au intrat ilegal în țară. Publicul se îndrăgostește de noua pereche. După ce aceștia termină interpretarea, cutia în care se afla Otis și Lassparri cade. Lassparri încearcă să cânte pe scenă, doar pentru a fi huiduit de public. Riccardo și Rosa sunt chemați din nou să cânte.
Filmul se termină cu Otis și Fiorello care-i spun lui Gottlieb că, deoarece au semnat un contract, ei primesc fiecare câte zece procente din profitul pe care-l vor avea Ricarrdo și Rosa cu interpretările lor muzicale.

## Scene selectate

### Scena cinei

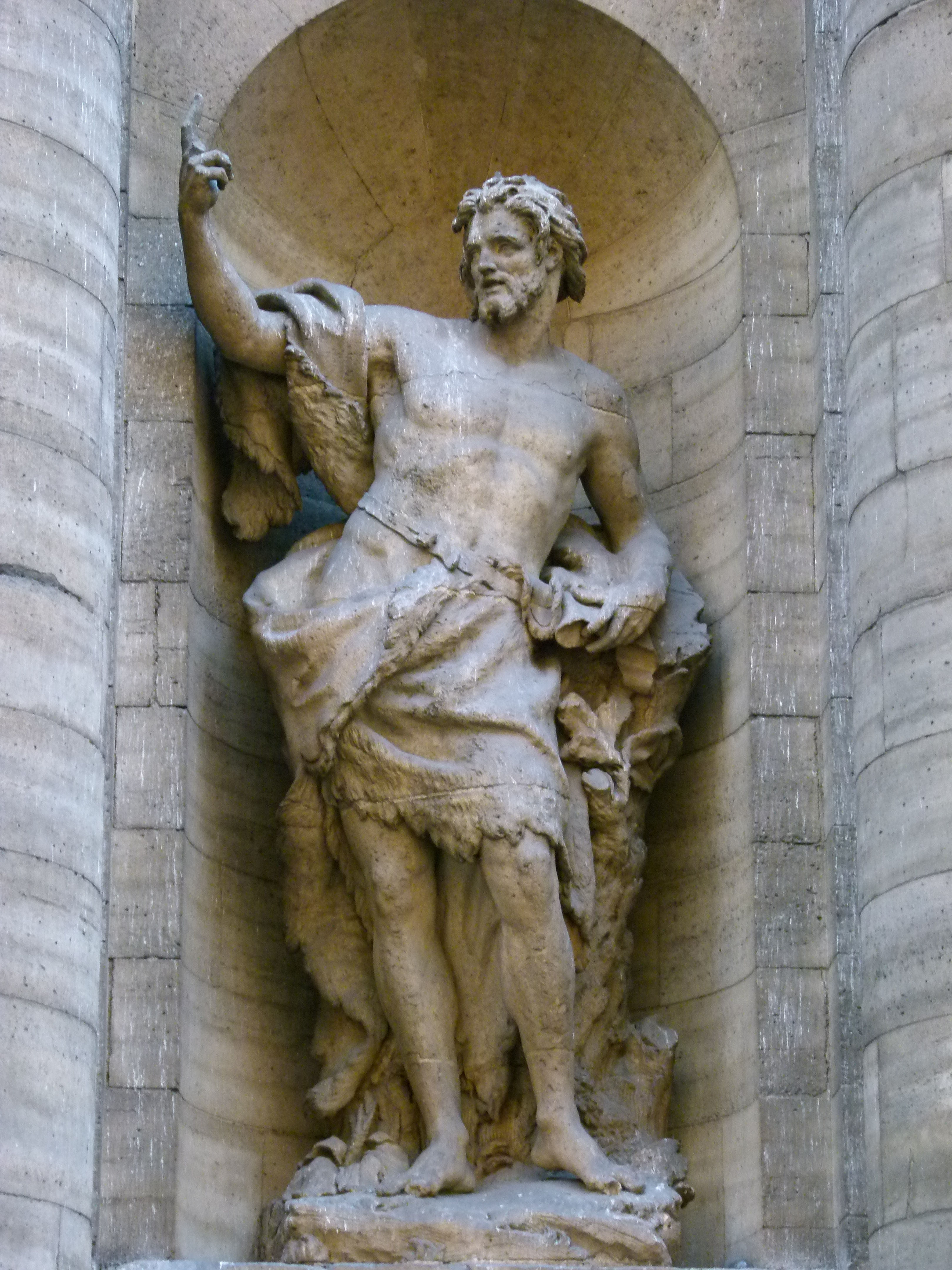
Scena cinei dintre dna. Claypool (Margaret Dumont, dreapta) și dl. Driftwood (Groucho Marx)

Aceasta este prima scenă a filmului. Dna. Claypool așteaptă la o masă de o oră ca să se întâlnească cu Dl. Driftwood. 
Dna. Claypool: Îi trimiți un mesaj domnului Otis B. Driftwood, te rog?

Ospătarul: Domnul Otis B. Driftwood! Domnule Driftwood! Domnule Driftwood!

Driftwood: Băiete, ești bun să nu-mi mai strigi numele? Mă vezi pe mine strigându-l pe al tău?

Dna. Claypool: [observând că este lângă ea, cu spatele, la o masă învecinată] Domnule Driftwood!

Driftwood: [către ospătar] Hei, ți se schimbă vocea sau mă striga altcineva? [...]

Dna. Claypool: Domnule Driftwood! 

Driftwood:A, doamna Claypool, bună seara!

Dna. Claypool: Domnule Driftwood, m-ați invitat să cinam la ora 7. Acum e ora 8 și nu am cinat încă.

Driftwood: Ce vreți sa spuneți, cină? Tocmai am luat o masă grozavă, în nici un caz mulțumită dumneavoastră!

Dna. Claypool: Am stat chiar aici de la ora 7.

Driftwood: Da, ați stat cu spatele. Când invit o femeie la cină, trebuie sa se uite la mine. Acesta e prețul pe care-l are de plătit.

Ospătarul: Nota dumneavoastră, domnule!

Driftwood:9 dolari și 40 de cenți? Este revoltător! [către doamna de la masa sa:] În locul tău nu aș plăti-o!  [se ridică și se mută la masa doamnei Claypool]

### Scena contractului

Scena contractului dintre Fiorello (Chico Marx, stânga) și Driftwood (Groucho Marx)

Scena contractului dintre domnul Driftwood și Fiorello („partea implicată din prima parte ...”):
Driftwood: Tu știi să citești?

Fiorello: Pot să citesc, dar nu prea văd!

Driftwood: Dacă brațele mi-ar fi mai lungi aș putea să citesc... Nu ai vreun babuin în buzunar, nu? Gata, gata, am reușit! Acum să fii foarte atent, pentru că e foarte important! Spune că partea implicată în acest contract va fi cunoscută ca partea implicată în acest contract. Cum ți se pare, e grozav, nu?

Fiorello: Nu, nu e bine!

Driftwood: Ce nu e bine?

Fiorello: Nu știu, să auzim din nou...

Driftwood: Partea implicată în acest contract va fi cunoscută ca partea implicată în acest contract...

Fiorello: Sună mai bine acum!

Driftwood: Da, te poți atașa de ea... vrei s-o auzi din nou?

Fiorello: Doar prima parte. 

## Distribuția

Groucho Marx, Sig Ruman și Margaret Dumont

- Groucho Marx ca Otis B. Driftwood, angajat al operei din New York
- Harpo Marx ca Tomasso, fost costumier al lui Lassparri
- Chico Marx ca Fiorello, managerul lui Ricardo
- Kitty Carlisle ca Rosa Castaldi, cântăreață de operă
- Allan Jones ca Ricardo Baroni, un cântăreț de operă necunoscut
- Margaret Dumont ca Dna. Claypool, o văduvă bogată care sponsorizează opera newyorkeză
- Siegfried Rumann ca Herman Gottlieb, managerul operei din New York
- Walter Woolf King ca Rodolfo Lassparri, cântăreț de operă, vedeta operei italiene
- Robert Emmett O'Connor este Sergentul Henderson
- Edward Keane este un căpitan al poliției din New York
- Purnell Pratt este Primarul orașului New York

## Numere muzicale
- "Di Quella Pira" (din Il trovatore - Trubadurul)
- "Miserere" (din Il trovatore)
- "Alone" (Nacio Herb Brown și Arthur Freed)
- "Santa Lucia"
- "All I Do Is Dream of You"
- "Cosi-Cosa"
- "Take Me Out to the Ballgame"
- "Anvil Chorus" (din Il trovatore)
- "Stride la vampa" (din Il trovatore)
- "Di quella Pira" (din Il trovatore)
- "Miserere, Ah, Che La Morte" (din Il trovatore)
- "Stridono lassù" (din Paiațe)

## Moștenire
- Grupul britanic de muzică rock Queen a adus un omagiu acestui film printr-un album cu același nume. Un album omonim a lansat și formația germană de power metal Blind Guardian
- Scenariul filmului este creditat ca fiind baza pentru filmul din 1992 Brain Donors produs de David și Jerry Zucker
- La sfârșitul filmului The Freshman din 1990, Rodolfo Lassparri este pseudonimul care apare pe pașaportul lui Matthew Broderick.